# Evangelisch-lutherische Kirche Altendambach

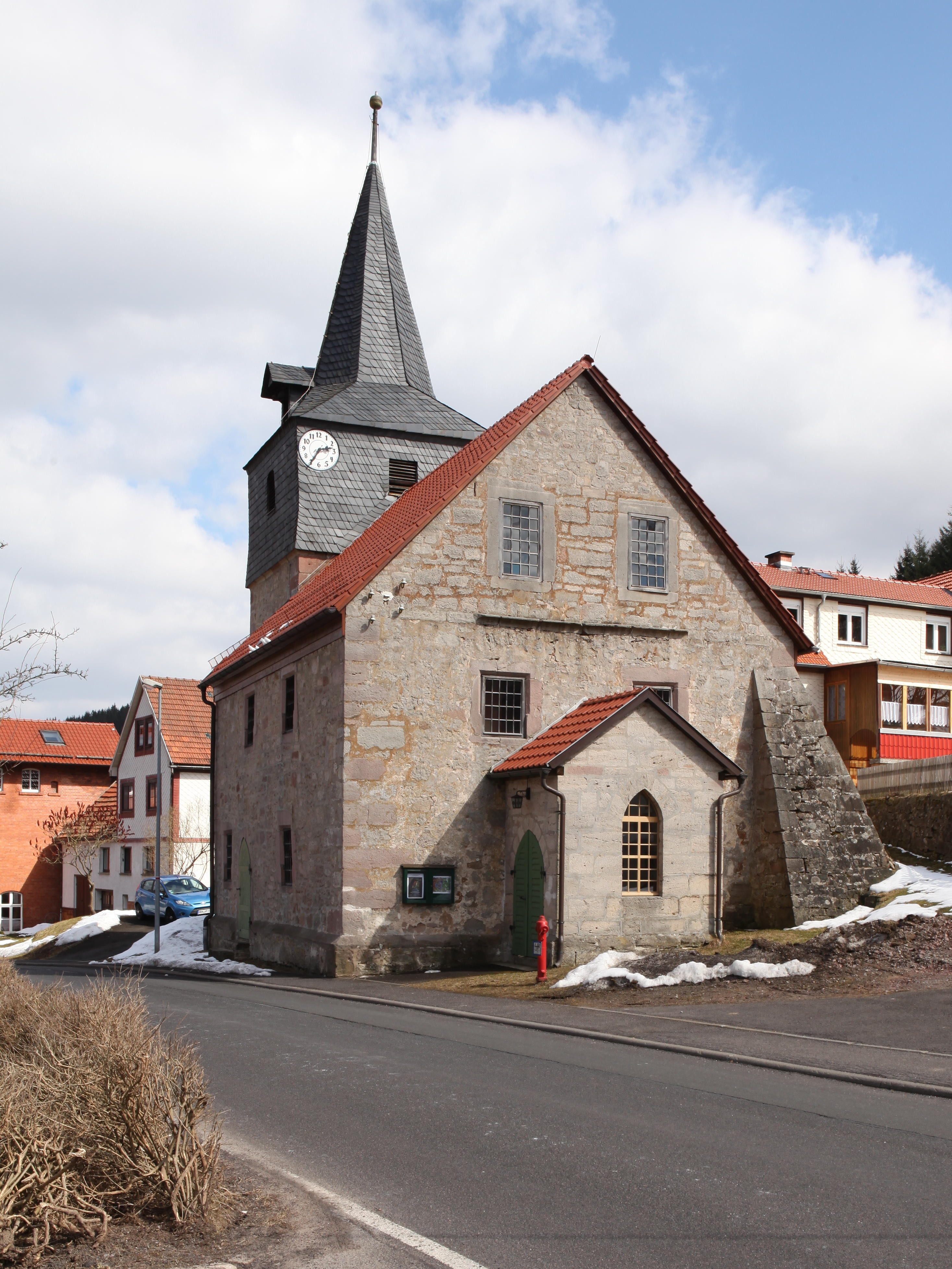
Kirche in Altendambach

Die evangelisch-lutherische Kirche Altendambach in Altendambach, einem Ortsteil der Stadt Schleusingen im Landkreis Hildburghausen (Thüringen), wurde am 9. Dezember 1617 geweiht. Das
denkmalgeschützte Bauwerk erhielt im 18. Jahrhundert sein heutiges Aussehen.

## Geschichte
Eine Kapelle existierte in Altendambach nachweislich vor dem Jahr 1570. Die heutige Kirche wurde am 9. Dezember 1617 geweiht. Ein kleiner Vorbau auf der Westseite entstand 1822. Im 18. Jahrhundert erfolgte für den Einbau einer weiteren Empore eine Aufstockung des Langhauses mit einer Fachwerketage. Eine größere Reparatur wurde 1852 durchgeführt. Im Rahmen einer umfangreichen Instandsetzung wurden 1963 die Empore und das Fachwerk wieder zurückgebaut. Anfang der 2010er Jahre ließ die Kirchgemeinde das Kirchendach neu eindecken und den Glockenstuhl sowie das Läutwerk modernisieren.
Altendambach gehörte Jahrhunderte zum Kirchspiel von St. Kilian. Von 1856 bis 1990 hatte es einen eigenen Pfarrer. Seitdem ist die Pfarrstelle unbesetzt und es erfolgt eine Verwaltung durch St. Kilian. Eine Filialkirche gibt es in Hirschbach.

## Gestaltung und Ausstattung
Die Chorturmkirche ist ein Steinquaderbau. Der Kirchturm beherbergt im massiven Sockelgeschoss den Chorraum. Das obere Geschoss ist eine verschieferte Fachwerkkonstruktion, die von einem Spitzhelm mit einem Turmknopf abgeschlossen wird. Auf der Westseite befindet sich die Turmuhr, auf der Nordseite im Dach ein kleiner Erker mit den Stundenglocken. Im Turm hängen drei Eisenhartgussglocken, die 1922 gegossen wurden. Das Kirchenschiff hat ein Satteldach mit roten Ziegeln. Die Zugänge befinden sich auf der Nordseite in einem spitzbogigen Portal und auf der Westseite in einem Vorbau.
Der Kircheninnenraum besteht aus dem Langhaus und einem gotischen Chorraum, der von einem Kreuzrippengewölbe mit mittelalterlichen Fresken überspannt wird und auf zwei Seiten spitzbogige Bleiglasfenster hat. Der Altarraum ist mit einem modern gestalteten Altar, einem Taufstein, wohl spätgotisch, und einem Kruzifix aus dem 18. Jahrhundert ausgestattet.
Das Langhaus, vom Altarraum durch einen Triumphbogen getrennt, wird geprägt durch die Kanzel, die am südlichen Triumphbogenpfeiler steht, und die eingeschossige Empore. Beide sind mit figürlichen Darstellungen bemalt. Die Felder der Kanzel zeigen die vier Evangelisten mit ihren Symbolen sowie den Apostel Paulus, Mose mit den Gesetzestafeln und Elias. Auf der südlichen Empore sind alttestamentliche Könige und Propheten dargestellt, auf der nördlichen Empore Johannes der Täufer, Jesus Christus und die Apostel mit ihren jeweiligen Symbolen.
Die Orgel auf der nördlichen Empore stammt aus dem Jahr 1964 und ist ein Werk des Schleusinger Orgelbaumeisters Gustav Kühn.